# Szerecsen Jakab
Szerecsen Jakab, Saraceno, Jacobus Saracenus, Saraceno di Padova, Jacopo Saraceno (Padova, 14. század – 1398 után) kereskedő, kamaraispán, eredetileg gyógyszerész.

## Élete
Itáliai származású budai polgár. 1352-53-ban, majd 1362-63-ban és 1369-71-ben pécsi és szerémi kamaraispán, 1362 és 1365 között harmincadispán, majd Francesco di Bernardival együtt 1382-ben és 1389-ben harmincadispán, 1387-ben pedig a kamarahaszna ispánja volt. Az általa vert dénárok éremképén szerecsenfej látható. I. (Nagy) Lajos adriai szigeteket adományozott neki, Crest és Osort, s megvásárolta a kortársak által Szerecsen Nagyházként emlegetett két utcára néző budai házat. Felesége Libercsei Margit, Libercsei János Hont vármegyei nemes lánya volt. Testvére Szerecsen János királyi kamaraispán. Utódai a magyar nemességbe olvadtak be, Mesztegnyői néven, Mesztegnyő Somogy vármegyei mezővárost Szerecsen János szerezte meg a családnak.